# Балаева, Аида Галымовна
Аида Галымовна Балаева (каз. Аида Ғалымқызы Балаева; род. 4 июля 1974, Алма-Атинская область, КазССР) — казахстанский государственный деятель, министр культуры и информации Республики Казахстан с 2 сентября 2023 года. Заместитель Руководителя Администрации Президента (2022—2023), министр информации и общественного развития (2020—2022). Кандидат социологических наук (2010).

## Биография
Окончила Алматинский государственный университет имени Абая в 2000 году по специальности учитель русского языка и литературы, Казахский национальный аграрный университет в 2007 году по специальности юриспруденция.
В 2010 году защитила учёное звание кандидат социологических наук, тема диссертации: «Этно-религиозная идентификация молодёжи Казахстана: социологический аспект».
С 1994 по 2004 годы — ведущий специалист отдела анализа и координации общественно-политических процессов Алматинского областного управления информации и общественного согласия Министерства информации и общественного согласия Республики Казахстан, исполняющая обязанности начальника управления информации по городу Алматы.
С 2004 по 2006 годы — первый заместитель директора Департамента внутренней политики города Алматы.
С 2006 по 2008 годы — директор Департамента внутренней политики города Алматы.
С 2008 по 2010 годы — директор Департамента внутренней политики, начальником Управления внутренней политики города Астаны.
С февраля 2010 по декабря 2014 года — заместитель акима города Астаны.
С 30 декабря 2014 по июль 2019 года — заведующий отделом внутренней политики Администрации президента Республики Казахстан.
С 22 июля 2019 по 4 мая 2020 года — помощник президента Республики Казахстан — заведующий отделом по контролю за рассмотрением обращений Администрации президента Республики Казахстан.
С 4 мая 2020 по 11 января 2022 года — министр информации и общественного развития Республики Казахстан.
30 июня 2020 года в своём фейсбуке предложила ввести фактическую цензуру — «считаю важным руководству всех телеканалов Казахстана, в том числе телеканала „ОҢ ТВ“, не допускать выдачу в эфир телепрограмм с подобным содержанием в целях исключения неправильного толкования позиций Республики Казахстан по международным вопросам».
С 11 января 2022 по 1 сентября 2023 года — заместитель руководителя Администрации Президента Республики Казахстан.
С 2 сентября 2023 года — министр культуры и информации Казахстана. 6 февраля 2024 года переназначена.

## Семья
- Мать: Раиса Рахымжанқызы[9]
- Дети: сын и дочь [10]

## Награды
- Орден Парасат (2016)[11]
- Орден Курмет (2010)[12]
- Орден «Дустлик» (Узбекистан) (2024)[13]
- Орден «Барыс III степени») (02.12.2021)[14]
- Орден «Барыс II степени») (11.07.2024)[14]
- Юбилейная медаль «10 лет Астане» [14]
- Юбилейная медаль «20 лет Независимости Республики Казахстан» [14]